# Милвуд (Пенсилванија)
Милвуд (енгл. Millwood) насељено је место без административног статуса у америчкој савезној држави Пенсилванија.

## Демографија
По попису из 2010. године број становника је 566.
| Група             | 2000.    | 2010.       |
| Белци             | 0 (0,0%) | 550 (97,2%) |
| Афроамериканци    | 0 (0,0%) | 6 (1,1%)    |
| Азијати           | 0 (0,0%) | 2 (0,4%)    |
| Хиспаноамериканци | 0 (0,0%) | 7 (1,2%)    |
| Укупно            | 0        | 566         |